# Шабан Шаулич
Шабан Шаулич (серб. Шабан Шаулић) (6 вересня 1951 — 17 лютого 2019) — сербський музикант.
У Сербії має прізвисько короля народної музики. Жив в Белграді зі своєю дружиною Горданою і трьома дітьми.

## Дискографія
| - Дајте ми утјеху (1969) - Сутра нек дође крај (1970) - Због неверства једне жене (1970) - Сада је свему крај (1971) - Сјећам се те жене (1972) - Био сам пијанац (1972) - Шабан Шаулић (1976) - Дођи да остаримо заједно (1978) - Два галеба бела (1979) - Поново смо на почетку среће (1980) - Мени је с тобом срећа обећана (1981) - Светлана (1982) - Теби не могу да кажем не (1984) - Кафанска ноћ (1985) - Кад би чаша знала (1986) - Ванредан албум (1986) - Краљ боема, Верујем у љубав (1987) | - Само за њу (1988) - Љубав је велика тајна (1988) - Љубав је песма и много више (1989) - Помози ми друже, помози ми брате (1990) - Анђеоска врата (1992) - Љубавна драма (1994) - Волим да те волим (1995) - Теби која си остала (1996) - Љубав је слатка робија (1997) - Тебе да заборавим (1998) - За нови миленијум (1999) - Албум 2001 (2001) - Краљ и слуга (2002) - Албум 2003 — Live (2003) - Албум 2004 (2004) - Тело уз тело (2005) - Богати сиромах (2006) |

## Виноски
1. ↑  Freebase Data Dumps — Google.
2. ↑  https://pantheon.world/profile/person/Šaban_Šaulić
3. ↑  Балкан медија, „Шабан Шаулић постао сувласник медијске куће Мегасаунд” [Архівовано 16 грудня 2009 у Wayback Machine.], 30. 4. 2013. (сербською)
4. ↑  Свет, интервју са Шабаном Шаулићем [Архівовано 29 березня 2019 у Wayback Machine.], 30. 4. 2013. (сербською)